# Alfred Dufour
Alfred Dufour (* 3. Dezember 1938 in Zürich) ist ein Schweizer Rechtswissenschaftler.

## Leben
Alfred Dufour studierte Rechtswissenschaft (bis 1961) und Humanwissenschaft (bis 1962) an den Universitäten Genf, Heidelberg und Freiburg im Breisgau. 1971 promovierte er in Genf als Rechtswissenschaftler.
Ab 1963 war er in verschiedenen Funktionen an der Rechtsfakultät der Genfer Universität tätig: Bis 1964 und von 1966 bis 1969 hatte er eine Assistentenstelle inne. Von 1971 erhielt er einen Forschungsauftrag und zusätzliche Lehraufträge bis 1974.
Ab 1974 wirkte er als ausserordentlicher und von 1980 bis 2000 als ordentlicher Professor in Genf. Überdies war er von 1977 bis 1982 als ordentlicher Professor für Rechtsgeschichte, Kanonisches Recht und öffentliches Recht an der Universität Freiburg tätig. Von 1986 bis 1989 war er Dekan der Rechtsfakultät in der Universität Genf.
Dufour publizierte unter anderem zur Geschichte der Rechtswissenschaft und der Rechtsphilosophie, zu politischen Organisationen, zum kanonischen und öffentlichen Recht, zu Staatstheorien und zur Geschichte der Stadt Genf.

## Werke (Auswahl)
- Alfred und Gabrielle Dufour, Jeanne Hersch: Schwierige Freiheit. Gespräche. Benziger, Einsiedeln 1986, ISBN 978-3545340572.
- Alfred Dufour: Droits de l’homme, droit naturel et histoire: Droit, individu et pouvoir de l’ecole du droit naturel a l’ecole du droit historique. Presses Universitaires de France, Paris 1991, ISBN 978-2130438694.
- Alfred Dufour: Mariage et societe moderne: Les ideologies du droit matrimonial moderne. Freiburg 1997, ISBN 978-2827107582.
- Alfred Dufour (Hrsg.): Pacte, convention, contrat. Mélanges en l’honneur du professeur Bruno Schmidlin. Helbing & Lichtenhahn, Basel 1998, ISBN 978-3719016548.
- Alfred Dufour, Till Hanisch, Victor Monnier (Hrsg.): Bonaparte, la Suisse et l’Europe. Actes du Colloque européen d’histoire constitutionnelle pour le bicentenaire de l’Acte de Médiation (1803–2003), [Université de Genève, 21 et 22 février 2003]. Bruylant, Bruxelles und Schulthess, Zürich 2003, ISBN 3-7255-4679-7.
- Alfred Dufour: Histoire de Genève. 5., nachgeführte Aufl. Presses Universitaires de France, Paris 2014, ISBN 978-2-13-062688-6.